# Floriac
Fleurac (en francès Fleurat) és una localitat i comuna de França, a la regió de la Nova Aquitània, departament de la Cruesa. La seva població al cens de 1999 era de 273 habitants. Està integrada a la Communauté de communes de Bénévent-Grand-Bourg.

## Demografia
| 1968 | 1975 | 1982 | 1990 | 1999 |
| ---- | ---- | ---- | ---- | ---- |
| 316  | 281  | 253  | 255  | 273  |

## Administració
| Període | Identitat     | Partit |
| ------- | ------------- | ------ |
| 1983-   | Didier Bardet | PS     |